# 小金井幸子
小金井 幸子（こがねい さちこ、1970年4月6日 - ）は、日本の元女子プロレスラー。ジャパン女子プロレスに所属していた。
身長161cm、体重60kg、血液型O型。埼玉県上福岡市（現・ふじみ野市）出身。上福岡市立第一中学校（現・ふじみ野市立福岡中学校）卒業。私立埼玉栄高等学校の進学が決まっていたが、ジャパン女子プロレスへの入団テストに合格したため、埼玉栄高等学校の進学を断念した。

## 経歴・戦歴
1987年
11月23日、東京・後楽園ホールにおいて、対エデン馬渕戦でデビュー。

## 得意技
- ドロップキック
- ダイビング・ボディーアタック